# Dębiany (Sandomierz)
Pour les articles homonymes, voir Dębiany.
Dębiany est une localité polonaise de la gmina d'Obrazów, située dans le powiat de Sandomierz en voïvodie de Sainte-Croix.